# Grand Tower
Grand Tower é uma cidade localizada no estado americano de Illinois, no Condado de Jackson.

## Demografia
Segundo o censo americano de 2000, a sua população era de 624 habitantes.
Em 2006, foi estimada uma população de 585, um decréscimo de 39 (-6.3%).

## Geografia
De acordo com o United States Census Bureau tem uma área de
3,3 km², dos quais 3,3 km² cobertos por terra e 0,0 km² cobertos por água.

## Localidades na vizinhança
O diagrama seguinte representa as localidades num raio de 20 km ao redor de Grand Tower.